# De Journalist (België)
De Journalist is een Belgisch Nederlandstalig tijdschrift uitgegeven door de Vlaamse Vereniging van Journalisten (VVJ).

## Historiek
Het tijdschrift ontstond in januari 1920 onder de naar Le Journaliste in de schoot van de Algemene Belgische Persbond (ABP). In 1939 werd het een tweetalig tijdschrift, met als Nederlandse titel De Journalist.
Sinds 18 januari 2000 is de uitgave geregionaliseerd, waarbij De Journalist' wordt uitgegeven door de VVJ en haar Franstalige tegenhanger Journalistes door de AJP. Aanvankelijk verscheen het tijdschrift tweewekelijks, heden tweemaandelijks.